# Risalni žebljiček
Risalni žebljiček je pločevinasti žebljiček s ploščato okroglo glavico (premera največ en centimeter), iz katere je izrezan del pločevine oblike trna in ukrivljen navzgor - pravokotno na površino glavice. Namenjen je pritrjevanju listov papirja na oglasne deske in podobne površine.Z drugo besedo ga imenujemo pritiskavec.